# Lago Batur

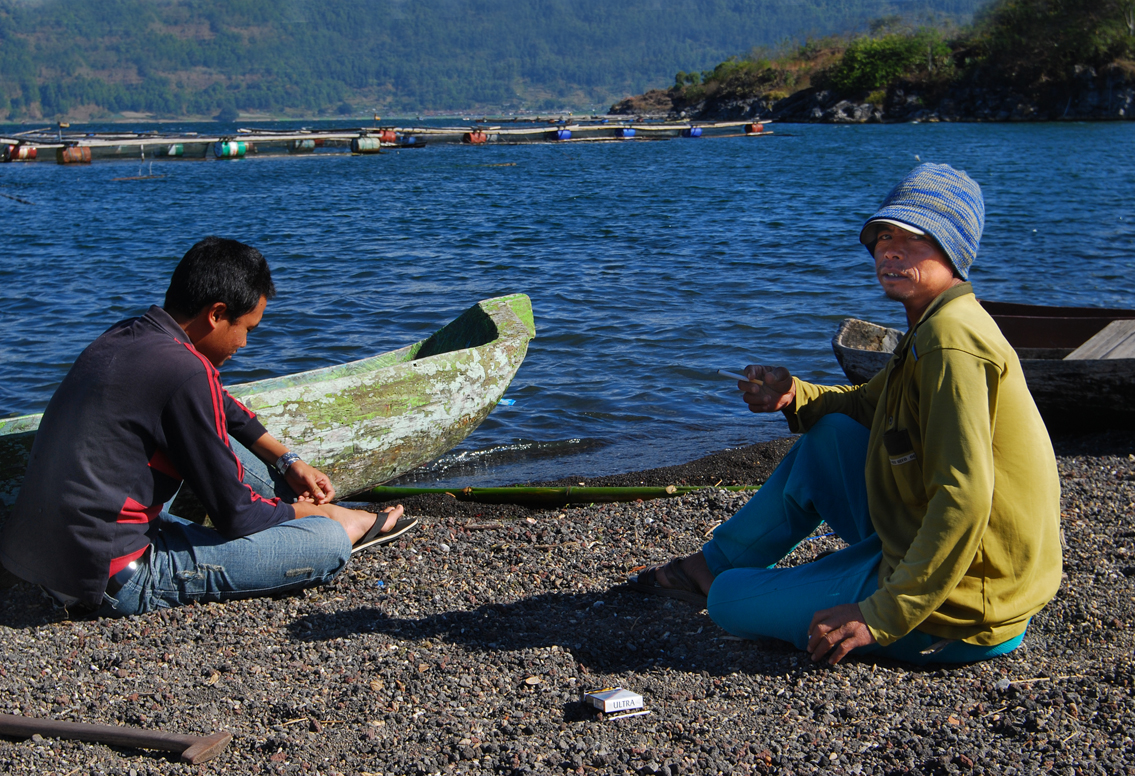
Pescadores en el lago Batur.

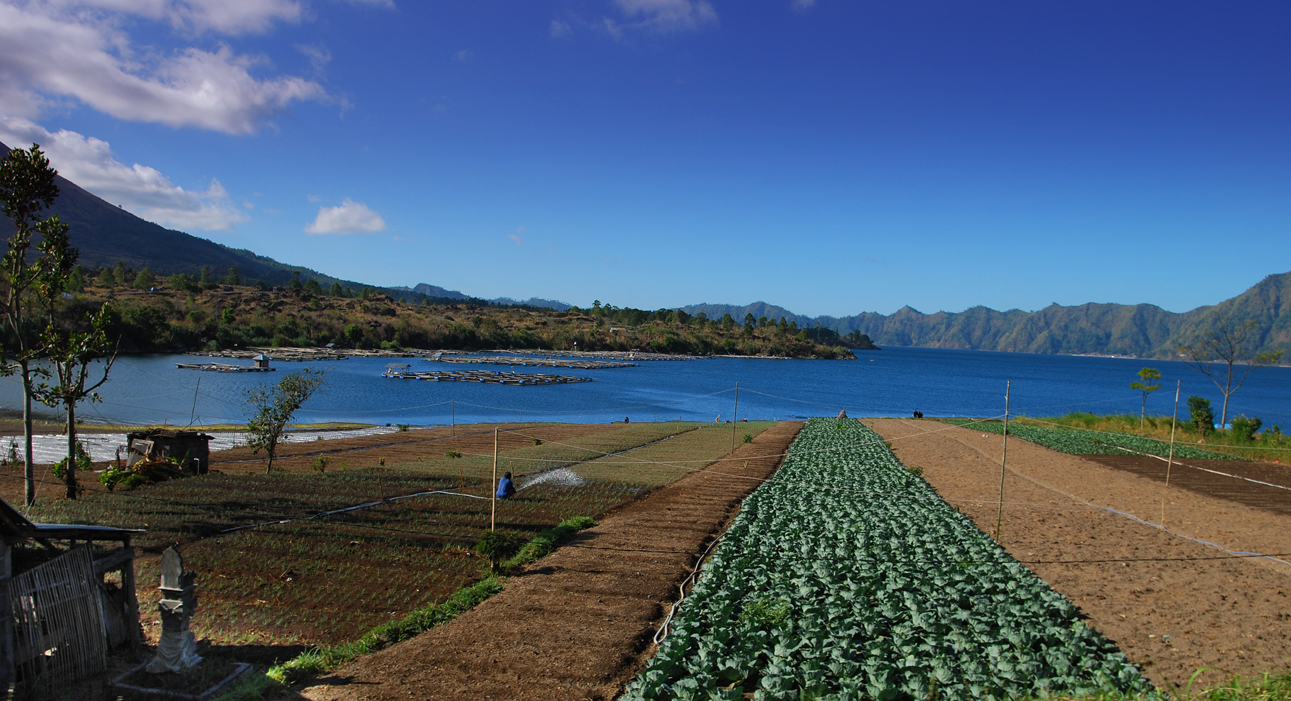
Agricultura en el lago Batur (2008).

El lago Batur es un lago de cráter volcánico en Kintamani, kabupaten de Bangli, ubicado a unos 30 km al noreste de Ubud en Bali, Indonesia. El lago está dentro de la caldera de un volcán activo, el monte Batur, ubicado a lo largo del cinturón de fuego del Pacífico de la actividad volcánica.

## Geografía
El lago Batur se encuentra al sureste del volcán activo monte Batur, dentro de la caldera volcánica más antigua del Batur.

### Batimetría
El punto más profundo del lago es de alrededor de 88 metros.

## Cuenca

### Afluencia de la agricultura
La caldera de Batur es una importante zona agrícola, donde se cultiva una amplia gama de productos. El lago Batur es la fuente de numerosos manantiales subterráneos, que ayudan a regular el flujo de agua para las tierras de cultivo y estanques sagrados de Gianyar y Bangli. Alimenta la mayor parte de la agricultura del centro y este de Bali. El agua de riego fluye de regreso al lago después de haber sido bombeada, trayendo consigo nutrientes al cuerpo del lago.

### Afluencia de aguas termales
En el pueblo de Toya Bungkah, existen aguas termales relacionadas con la actividad volcánica del volcán Batur. Estas aguas se han desarrollado con fines turísticos. Estas aguas termales desembocan en el lago.

## Acuicultura
El lago Batur ha sido en los últimos años, utilizado para la acuicultura. La tilapia del Nilo era la especie dominante en el lago cuando se realizó un estudio en 2011. El nombre local de este pez es ikan mujair. 

### Muerte de peces
En la mañana del 19 de junio de 2011, se extendió un olor sulfuroso y aparecieron manchas de color blanco verdoso en la superficie del lago. Estas manchas se fusionaron más tarde, extendiéndose desde Toya Bungkah hasta Buahan. Junto con los cambios de color, miles de peces muertos empezaron a flotar en la superficie. Se pensó que la causa de la muerte de los peces estaba relacionada con las grandes diferencias de la temperatura diurna durante el inicio de la estación seca. Como resultado de estas diferencias de temperatura, se desarrollaron corrientes de agua que se mezclaron con los sedimentos en descomposición, trayendo gases tóxicos a la superficie. A finales del 21 de junio de 2011, el color del agua volvió a la normalidad.

## Diosa del lago
En sus cercanías se encuentra el pura Ulun Danu Batur donde se da culto a la diosa del lago, dewi Danu.